# Molinia
Molinia Schrank é um género botânico pertencente à família Poaceae.

## Sinônimos
- Amblytes Dulac (SUS)
- Enodium Pers. ex Gaudin (SUS)
- Moliniopsis Hayata
- Monilia Gray (SUO)